# Amazonelenia
Amazonelenia (Myiopagis cinerea) är en fågelart i familjen tyranner inom ordningen tättingar.

## Utseende och läte
Amazonelenian är en liten tyrann. Den gråfärgade hanen är distinkt med svarta vingar och tydligt vita vingband. Honan är mer gul- och olivfärgad, med gulaktiga vingband, mycket lik både skogselenia och gulkronad elenia, men har ljusare och renare undersida. Den är också mycket lik gråhuvad elenia, men amazonelenian uppvisar vanligen mörkt öga, ej vitt eller gult. Sången består av en snabb, fallande drill.

## Utbredning och systematik
Fågeln förekommer från östra Colombia och södra Venezuela till östra Ecuador, nordöstra Peru och nordvästra Brasilien. Den kategoriserades tidigare som underart till Myiopagis caniceps, men urskildes 2016 som egen art av BirdLife International, 2022 av tongivande eBird/Clements och 2023 av International Ornithological Congress.

## Levnadssätt
Amazonelenian hittas i regnskog där den håller till i trädtaket, högre upp än skogselenia och gulkronad elenia. Den slår ofta följe med kringvandrande artblandade flockar.

## Status och hot
Arten har ett stort utbredningsområde, men tros minska i antal, dock inte tillräckligt kraftigt för att den ska betraktas som hotad. Internationella naturvårdsunionen IUCN listar arten som livskraftig (LC).

## Namn
Elenia är en försvenskning av det vetenskapliga släktesnamnet Elaenia, som i sin tur kommer från grekiskans elaineos, "från olivolja", det vill säga olivfärgad.